# 武蔵国造の乱
武蔵国造の乱（むさしのくにのみやつこのらん/むさしこくぞうのらん）は、古墳時代後期の安閑天皇元年（534年?）に起きたとされる戦い。武蔵国造の笠原氏の内紛とされる。
『日本書紀』に記される出来事であるが伝承性が強いため、事実か創作かは明らかとなっていない。

## 記録
乱の経緯は、『日本書紀』安閑天皇元年（534年?）条に記載されている。同条によると、武蔵国造の笠原直使主（かさはらのあたい おみ、おぬし）と同族の小杵（おき・おぎ）は、武蔵国造の地位を巡って長年争っていた。小杵は性格険悪であったため、密かに上毛野君小熊（かみつけののきみ おぐま）の助けを借り、使主を殺害しようとした。小杵の謀を知った使主は逃げ出して京に上り、朝廷に助けを求めた。そして朝廷は使主を武蔵国造とすると定め、小杵を誅した。これを受け、使主は横渟・橘花・多氷・倉樔の4ヶ所を朝廷に屯倉として献上したという。

## 考証

### 史実性
乱の史実性は明らかとなっていないが、同じ頃の継体天皇21年（527年?）には筑紫君磐井が大和朝廷に打倒されていることから（磐井の乱）、武蔵国造の乱にも元となった事件の存在可能性が指摘される。

### 屯倉の位置
記事に現れる屯倉とは大和朝廷の直轄領であり、この時期には武蔵国造の乱の記事に限らず地方豪族から贖罪としての貢進の記載がある。『日本書紀』安閑天皇2年5月条には多数の屯倉設置の記事があることから、この時期は大和朝廷が各地の豪族の政争に関与しながら各地に屯倉を設けていったと解され、記事の4屯倉は大和朝廷の東国支配の拠点をなしたと考えられている。記事内にある4ヶ所の屯倉の比定地は次の通り。
- 横渟屯倉（よこぬのみやけ） - 武蔵国横見郡、現在の埼玉県比企郡吉見町か。
- 橘花屯倉（たちばなのみやけ） - 武蔵国橘樹郡御宅郷、現在の神奈川県川崎市幸区北加瀬から横浜市港北区日吉付近か。
- 多氷屯倉（おおいのみやけ、歴史的仮名遣：おほひのみやけ） - 「多氷」を「多末」（たま）の誤記として、武蔵国多磨郡（たまぐん：のち多摩郡）、現在の東京都あきる野市か。
- 倉樔屯倉（くらすのみやけ） - 「倉樔」を「倉樹」（くらき）の誤記として、武蔵国久良郡（くらきぐん：のち久良岐郡）、現在の神奈川県横浜市(特に南東部)か。

また『日本書紀』安閑天皇2年5月条の屯倉設置の記事のうち、上毛野国に次の1ヶ所の記載がありこの乱との関係が指摘されている。
- 緑野屯倉（みどののみやけ） - 群馬県藤岡市付近か。

### 勢力関係
埼玉県行田市には関東有数の大型古墳群として埼玉古墳群が残っており、武蔵国造の本拠地と推測する説もあるが、同古墳群は北部に寄り過ぎていて知々夫国造の墓とする説もある。また助けを求められた上毛野小熊は、その名のように上毛野地域（のち上野国、現在の群馬県）の国造であった上毛野国造族の一人である。それらを基に、乱の舞台・規模を巡って、埼玉古墳群を笠原直の墓と見る立場からは次の2説が存在する。
- 南北武蔵の抗争とする説
使主の拠点は北武蔵（埼玉古墳群）、小杵の拠点は南武蔵（亀甲山古墳や芝丸山古墳など）とする説。そして、乱後に小杵の領域から橘花・多氷・倉樔の屯倉が供出されたとする。小杵と上毛野が使主を挟む形になる。
- 北武蔵での抗争とする説
使主の拠点は北東武蔵（埼玉古墳群）、小杵の拠点は北西武蔵（比企地方の古墳群）とする説。小杵と上毛野が隣接し協力を得やすい形になる。

考古学的には、5世紀から6世紀で武蔵地方の古墳群の中心が南武蔵から北武蔵に移動する。また、5世紀後半に上毛野の古墳が小型化する一方で北武蔵の埼玉古墳群が成長するという傾向も、関連する出来事として指摘される。
中村倉司は、笠原使主は稲荷山古墳に埋葬された一族の出身であり、代々「杖刀人首」として大王・朝廷に仕えていたために、武蔵国造の乱で朝廷に援助を依頼するパイプを有しており、逆に小杵には朝廷とのパイプがなかったために上毛野小熊に頼らざるを得なかったと推察している。

#### 現在の見解
5世紀段階の北武蔵にも大規模な前方後円墳が築造されていることや、6世紀初頭以前には北武蔵と南武蔵は異なる文化圏を形成していたことなどから、小杵の本拠地を南武蔵とする説には、すでに的確な批判が出されている。現在では北武蔵と南武蔵の対立という構図は再考を迫られており、国造職をめぐる争いは北武蔵内での埼玉地域と比企地域の勢力の対立、あるいは埼玉地域の勢力とその傍系の対立であったとする見方が有力となっている。

### 武蔵国造

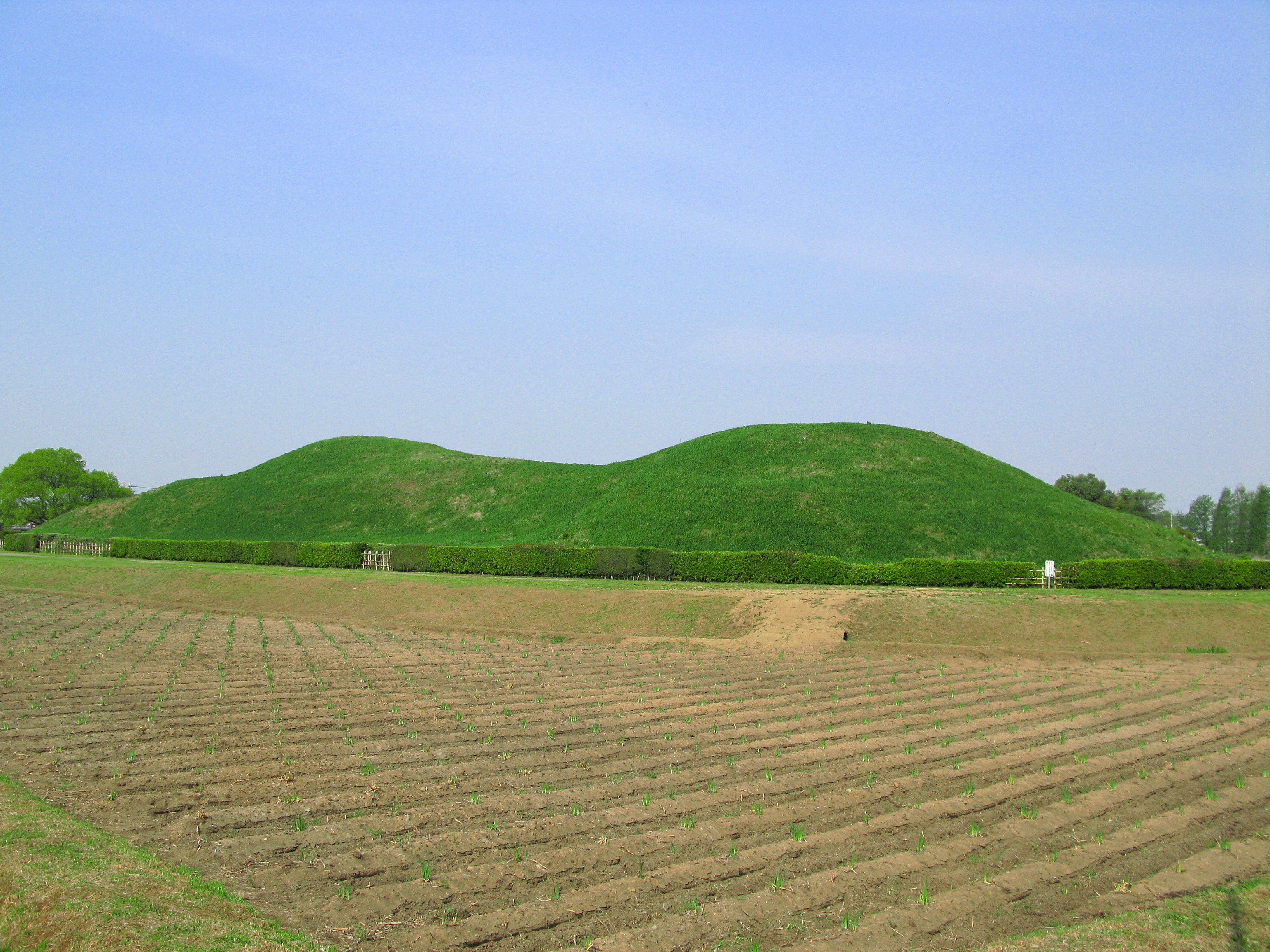
埼玉古墳群の二子山古墳埼玉県行田市。武蔵で最大の前方後円墳。埼玉古墳群は武蔵国造の墓と推測される。

記事に見える武蔵国造の「武蔵」は後世に現れる表記で、乱の当時にはまだ存在していない。これは、乱の記事が『日本書紀』編纂時（8世紀初頭）に記されたためである。のちの武蔵国は无邪志国造と知々夫国造の領域が統合し1つの国になったとされており（ただし異説もある）、7世紀頃までの武蔵国に関しては「无射志（むざし）」と表記されていた記録も見つかっている。
国造を列記した『先代旧事本紀』「国造本紀」にも「武蔵国造」という名での記載はなく、无邪志国造と胸刺国造が記載されている。无邪志と胸刺は完全に同一のもので読みも同じ「むさし」であり、文字表記の違いにすぎないというのが定説であるが、地域で分ける説もある。例えば竹内健は現在の東京都と神奈川県横浜市を含む南部が胸刺（かつての小杵の勢力圏）、秩父地域を除く現在の埼玉県にあたる北部が无邪志（かつての笠原使主の勢力圏）であり、武蔵国が宝亀2年（771年）に東海道に移管される前には東山道に属していたのではなく、北部（旧・无邪志国）が東山道、南部（旧・胸刺国）が東海道と、南北に分かれて別々の道に属していたのだという説を唱えている。しかし小杵と使主とは従兄弟であって分岐した時期はそう古くなく、无邪志国造の初代として挙げられる兄多毛比命と胸刺国造の初代として挙げられる伊狭知直は親子関係とする史料もある。

### 上毛野氏
上毛野小熊は、のちに中央官人として名を残す上毛野氏の1人で、初めて「上毛野」を冠して記された人物でもある。「国造本紀」には上毛野国造に彦狭島命（上毛野氏遠祖）が任じられた旨の記載もあり、上毛野小熊含め上毛野氏は国造であったと推測されている。
上毛野氏の拠点とする上毛野地域で築かれた古墳は、量・規模とも東日本で群を抜いており、古墳時代には大きな文化圏を築いていたことが知られる（詳しくは「毛野」を参照）。この上毛野勢力の乱への寄与を巡り、定説では「使主 - 大和朝廷」対「小杵 - 上毛野」という上毛野氏の独立性を強調した対立構造が提唱されている。この中で、小杵の敗死とともに上毛野に緑野屯倉が設けられ、上毛野勢力が大きく削がれたと指摘される。一方で、上毛野小熊が助けの求めに応じた記載はなく明らかでないこと、小熊が処罰を受けた記載がなくむしろ小熊以降に上毛野氏の繁栄が見られること、緑野屯倉が事件に関わるという証拠がないことなどから反論もある。